# Fibrautos
Fibrautos Indústria e Comércio de Fibra de Vidro Ltda. war ein brasilianischer Hersteller von Automobilen.

## Unternehmensgeschichte
Marcos Medeiros de Vasconcellos, der vorher schon Tukano Tecnologia & Design betrieb, gründete 1993 das Unternehmen. Er begann mit der Produktion von Automobilen. Der Markenname lautete RD. Im gleichen Jahrzehnt endete die Produktion.

## Fahrzeuge
Das einzige Modell Super war ein VW-Buggy. Die offene türlose Karosserie bestand aus Fiberglas. Hinter den vorderen Sitzen war eine Überrollvorrichtung. Eckige Scheinwerfer waren in die Fahrzeugfront integriert. Ein luftgekühlter Vierzylinder-Boxermotor im Heck trieb die Hinterräder an.